# اودا بنیامینا
اودا بنیامینا (فرانسوی: Houda Benyamina‎؛ زادهٔ ۱۹۸۰) کارگردان فیلم و فیلم‌نامه‌نویس اهل فرانسه است. وی از سال ۲۰۰۶ میلادی تاکنون مشغول فعالیت بوده‌است.
وی در سال ۲۰۱۶ برای فیلم خدایان برندهٔ جوایزی همچون دوربین طلایی شده‌است.